# HaFIS
HaFIS (Harmonisierung der Führungsinformationssysteme) bezeichnet ein Projekt der Bundeswehr, die verschiedenen Führungsinformationssysteme der Teilstreitkräfte in eine einheitliche, teilstreitkräfteübergreifende Systemarchitektur in das Harmonisierte Führungsinformationssystem der Bundeswehr zu überführen.
Hintergrund des Projektes ist, dass die unterschiedlichen Führungssysteme der Bundeswehr wie ADLER der Artillerietruppe, Automatisiertes Kommunikationssystem 90 und BIGSTAF miteinander und mit den Systemen von Partnernationen nicht kompatibel sowie zunehmend veraltet sind.
Seit 2020 unterstützt die BWI GmbH die Bundeswehr bei der Systempflege von HaFIS. Um die Interoperabilität bei multinationalen Einsätzen zu verbessern, soll HaFIS mit dem German Mission Network (GMN) erweitert werden. GMN soll vollständig mit dem Federated Mission Network (FMN) der NATO kompatibel sein.
Im Bundesamt für Ausrüstung, Informationstechnik und Nutzung der Bundeswehr ist die Gruppe I4 der Abteilung Informationstechnik für HaFIS zuständig.